# Brigade militaire de la sécurité civile
La brigade des militaires de la sécurité civile (BMSC), anciennement formations militaires de la sécurité civile (ForMiSC), est une brigade constituée de régiments ou unité d'instruction et d'intervention de la sécurité civile. Ces derniers sont des unités militaires de l’armée de Terre appartenant à l’arme du génie, mises pour emploi du Ministère de l’Intérieur. 
Moyen de secours national, elles constituent la force de réaction rapide de la sécurité civile et sont capables d’intervenir partout sur le territoire national ou à l’étranger sur très court préavis, en renfort des moyens de secours locaux. Les militaires qui servent au sein de la BMSC sont appelés « sapeurs sauveteurs ».

## Histoire
Le 2 décembre 1959, la rupture du barrage de Malpasset entraine la destruction d’une partie de Fréjus et le décès de plus de 400 personnes. Face à cette catastrophe, la plus dévastatrice que la France a connu depuis la Seconde Guerre Mondiale, le général de Gaulle décrète la création de la première unité militaire de sécurité civile. En 1964, une unité pionnière est créée à Brignoles. En 1974, l’UIISC 7 de Brignoles est officiellement créé, suivie quatre ans plus tard par l’UIISC 1.
Ce n'est que le 24 mars 1988 (décret 88-286) que les Unités de Sécurité Civile - USC - (à l'origine UISC, puis UIISC) deviennent des formations militaires de la sécurité civile à part entière et passent sous le commandement du COMFORMISC. La même année, l’UIISC 5 devient une unité propre.
En 2022 le Président de la République, Emmanuel Macron, annonce pour 2024 l’ouverture d’une quatrième unité d’instruction et d’intervention de la sécurité civile, située à Libourne (Gironde).
Fin 2024, les UIISC n°1 et n°7 changement d’appellation pour devenir des régiments, au même moment les ForMiSC deviennent la BMSC.

## Missions

### Missions générales
La BMSC est en mesure d’effectuer 4 types de missions :
- Veille opérationnelle et appui à la gestion de crise ;
- Risques naturels (lutte contre les feux de forêts, pollution, inondation, tempête et cyclone, …) ;
- Risques et menaces nucléaire, radiologique, biologique, chimique et sanitaire ;
- Assistance aux populations (traitement de l’eau, sauvetage et déblaiement, …).

En 3h, la BMSC peut mobiliser 262 sapeurs-sauveteurs (astreinte immédiate) et jusqu’à 600 sapeurs-sauveteurs en moins de 72h pour un mois sans relève (astreinte différée).
Lors de catastrophe majeures, le préfet de zone peut solliciter le renfort de la BMSC, en faisant une demande au Centre opérationnel de gestion interministérielle des crises (COGIC). Avec l’approbation de celui-ci, un détachement de sapeurs-sauveteurs peut alors être déployé, suivant le type et l’ampleur de la crise. Chaque année, la BMSC réalise plusieurs centaines de missions.

### Missions en France
En 2022, la BMSC a réalisé plusieurs centaines d’interventions, dont près de 100 sur des feux de forêt. Dans le cadre du Groupement Opérationnel de Lutte contre les Feux de Forêt (GOLFF), 600 sapeurs-sauveteurs sont pré-positionnés dans le sud de la France et en Corse pour lutter contre les feux.
En France, les formations militaires de la sécurité civile sont notamment intervenues lors de :
- La crise de l'eau à Mayotte (2023)[1],
- La coupe du monde de rugby (2023),
- Les crues dans le Pas-de-Calais (2023)[2],
- La tempête CIARAN (2023)[3],
- La dépollution en Corse (2021),
- Les effondrements de Sanary-sur-Mer (2021),
- La gestion de la pandémie de Covid-19 (2020),
- Le 75ème anniversaire du débarquement, en Normandie (2019),
- L’incendie de l’usine Lubrizol à Rouen (2019),
- La Tempête Xynthia dans le sud de la France (2010),
- L'explosion de l'usine AZF de Toulouse (2001),
- La Tempête Klaus dans le sud-ouest de la France (2009),
- Les campagnes annuelles et récurrentes de lutte contre les feux de forêt[4], dans le sud de la France et en Corse.

### Déploiement à l'international
Les sapeurs-sauveteurs de la BMSC peuvent être déployées à l’étranger grâce à des accords bilatéraux ou dans le cadre de coopérations internationales. La BMSC participe par exemple au mécanisme de protection civile de l’Union européenne (MPCU) à hauteur de 17 des 18 modules français certifiés.
À l’international, la brigade militaire de la sécurité civile est notamment intervenue lors de :
- Séismes en Turquie et Syrie (2023)[5],
- Aide sanitaire en Turquie (2023),
- Feux de forêt de 2023 au Canada (2023)[6].
- Envoi de convois à la suite de l'invasion de l'Ukraine par la Russie (2022)[7],
- Inondations au Pakistan (2022),
- Traitement de l’eau au Tchad (2022),
- Gestion de ressortissants en Afghanistan (2021),
- Inondations en Belgique (2021),
- Séisme en Haïti (2021),
- Explosions au port de Beyrouth (2020)[8],
- Typhon Haiyan aux Philippines (2013),
- Tsunami au Japon (2011).

## Organisation

### Armée de Terre
La BMSC est une brigade constituée de régiments et unités de l'arme du génie de l'armée de Terre, mis pour emploi du ministère de l'Intérieur, au sein de la Sous-Direction des Moyens Nationaux (SDMN), qui dépend de la Direction Générale de la Sécurité Civile et de la Gestion des Crises (DGSCGC)

### Les régiments et unités

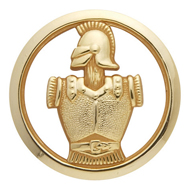
Insigne de béret porté par les sapeurs-sauveteurs.

Depuis 2024, ils sont au nombre de quatre :
- 1er RIISC basé à Nogent-le-Rotrou ;

- 4e RIISC basé à Libourne ;

- UIISC 5 basée à Corte ;

- 7e RIISC basé à Brignoles.

L'UIISC 2, basée à Chartres, était en fait la 2e compagnie d'intervention de l'UIISC 1, d'où le surnom d'USC 2, avant de constituer, officiellement cette fois, en 1992 l'embryon d'une USC n°6 spécialisée dans les risques NRBC, (nucléaires, radiologiques biologiques et chimiques) qui réintègrera finalement l’UIISC 1.
L'UIISC 3 n'a jamais existé non plus en raison d'une revendication syndicale des sapeurs-pompiers civils qui, ayant obtenu la limitation à cinq des USC, entendaient se réserver un certain nombre de vacations.
L'UIISC 4, basée à Rochefort, était la 4e compagnie d'intervention de l'UIISC 1, tout en vivant de façon autonome sous l'appellation USC 4. Créée en 1990, elle fut dissoute en 1999 ; elle était spécialisée dans la dépollution. Une nouvelle UIISC 4 est créée à Libourne en 2024.
UIISC 6 : voir USC 2.

### 1errégiment d'instruction et d'intervention de la sécurité civile (1erRIISC)

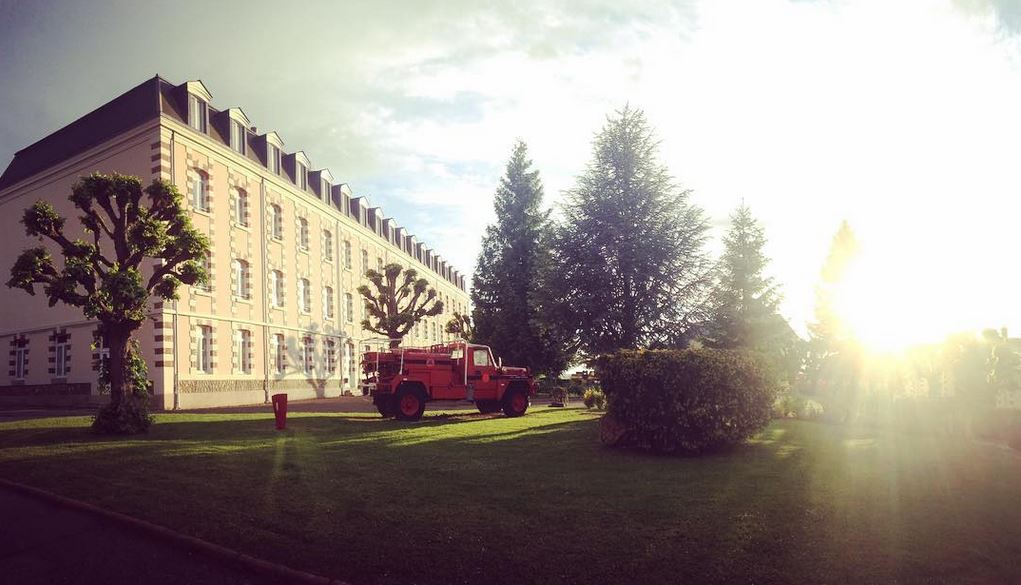
UIISC 1 - Quartier Sully.

Le 1er RIISC est créé le 15 mars 1978 par décret au sein de la brigade de sapeurs-pompiers de Paris à Gennevilliers. En 1981, la direction de la Sécurité Civile décide d’installer l’ensemble de l’unité dans le quartier Sully à Nogent-le-Rotrou en Eure-et-Loir.

### 4erégiment d'instruction et d'intervention de la sécurité civile (4eRIISC)
À la suite des intenses feux de forêt de 2022 en Gironde et globalement de la multiplication des catastrophes — dues au dérèglement climatique d'origine anthropique — et l'augmentation de leur intensité, la brigade militaire de la sécurité civile augmente ses capacités, avec la création d'un quatrième régiment à Libourne, près de Bordeaux, en Gironde.

### Unité d'instruction et d'intervention de la sécurité civile n°5 (UIISC n°5)
Le 1er juillet 1984, un escadron de l'UIISC 7 est mis en place à Corte. Le 24 mars 1988, ce détachement devient l'UIISC 5. L'unité reçoit son fanion de corps le 5 avril 1991.

### 7erégiment d'instruction et d'intervention de la sécurité civile (7eRIISC)

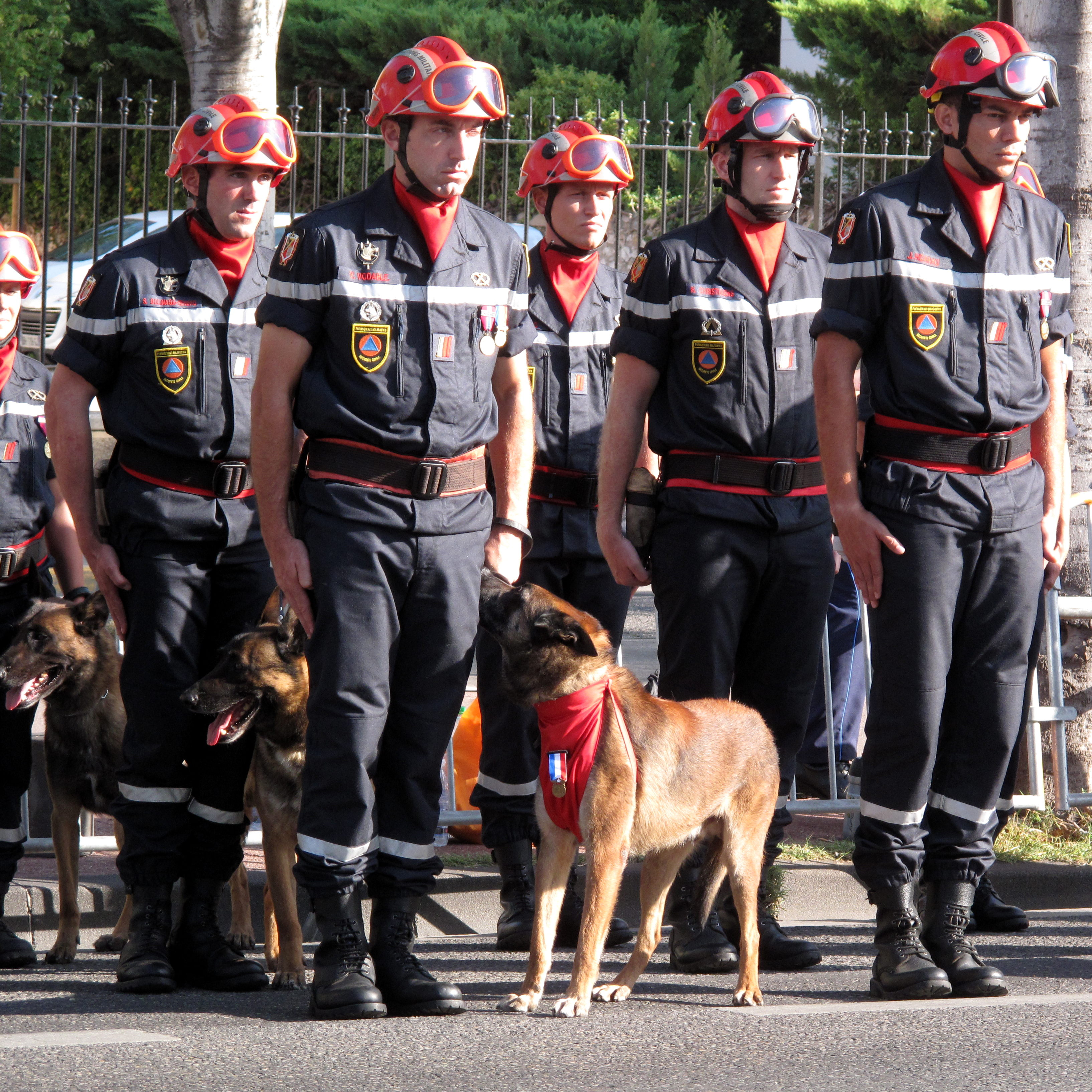
Personnels cynophiles de l'UIISC 7

Le 7e RIISC est créé par le décret no 74-462 du 16 mai 1974 avec l’appellation d’unité d’instruction de protection civile no 7, puis 7e régiment d'instruction et d'intervention de la sécurité civile. Ce régiment est basé à Brignoles, dans le Var.

## Spécificité

### Indicatifs radios
- 1er RIISC : Kodaly
- 4e RIISC : Phénix
- UIISC 5 : Vulcain
- 7e RIISC : Verdi

### Équipement et réserve nationale
Ces moyens sont regroupés au sein de la réserve nationale et déployés avec l'aide des ESOL (établissement de soutien opérationnel et logistique). Ils sont situés à Méry-sur-Oise et à Marseille, et sont chargés du soutien technique, logistique et de gestions des acteurs de la sécurité civile nationale.

### Marquage des véhicules
Initialement, les véhicules des UIISC étaient couleur kaki. En 1972, une large bande jaune surmontée du logo de la sécurité civile est ajoutée. En 1987, le vert kaki est abandonné pour le rouge pompier, une bande noire ceinturant les véhicules pour les distinguer des véhicules des services départementaux d’incendie et de secours. Le toit des véhicules est peint en blanc, pour faire ressortir le marquage adhésif noir, de la section d'affectation (visible depuis les moyens aériens). Des éléments rétroréfléchissants, notamment des chevrons jaunes et rouges, sont ensuite ajoutés pour améliorer leur visibilité. En 2012, une nouvelle charte graphique reposant sur les couleurs des hélicoptères et avions-bombardiers d’eau est appliquée sur les véhicules.

### Formation
Les sapeurs-sauveteurs militaires du rang suivent une formation initiale de 14 semaines, qui inclut:
- des enseignements militaires et de secourisme (formation générale initiale, premiers secours en équipe de niveau 1 et 2) au 1er RIISC ;
- des enseignements sur les risques naturels (feux de forêt de niveau 1, sauveteur déblayeur de niveau 1) à l'UIISC 5;
- des enseignements sur les risques technologiques (risque radiologique de niveau 1, risque chimique de niveau 1) au 7e RIISC ;
- diverses formations de perfectionnement, tout au long de leurs carrières.

Enfin, la BMSC mène différentes actions de formation au profit des jeunes (préparation militaire génie sécurité, Journée Défense et Citoyenneté, etc.)

## Traditions

### Devise
La devise des sapeurs-sauveteurs est "servir pour sauver", qui renvoie à la double culture militaire et de sauveteurs de la BMSC.

### Fête d'Arme
Les sapeurs-sauveteurs ont pour sainte patronne Sainte Barbe, comme de nombreux métiers en rapport avec le feu ou la foudre. Elle est fêtée le 4 décembre.

### Drapeaux et citations
Les 5 mai 1990, les formations militaires de la Sécurité civile reçoivent leur drapeau dont la garde a été confiée à l’UIISC no 5. En 2007, les 1er et 7e RIISC reçoivent leur propre drapeau qui portent les inscriptions « régiment d’instruction et d’intervention de la Sécurité civile ».
Le 7e RIISC a reçu :
- la médaille d’honneur de vermeil pour acte de courage et de dévouement en 1985 à la suite de ses interventions sur des feux de forêts en Corse et sur le séisme de Mexico ;
- la médaille d’honneur d’argent de 1re classe pour acte de courage et de dévouement en 1999 pour son implication sur les inondations dans l’Aude ;
- la médaille d’honneur de vermeil pour acte de courage et de dévouement pour son intervention sur le séisme de 2010 à Haïti[11] ;
- le 27 juin 2022, une citation à l’ordre de l’armée et la médaille d’or de la Défense nationale avec palme de bronze couplée à une médaille d’or pour actes de courage et de dévouement avec les deux autres unités[12].

## Sapeurs-sauveteurs morts en service
Depuis 1978, 19 sapeurs-sauveteurs sont morts en service :
| Année | UIISC 1 | UIISC 5 | UIISC 7 |
| ----- | ------- | ------- | ------- |
| 1978  | 0       | —       | 1       |
| 1983  | 0       | —       | 1       |
| 1985  | 0       | —       | 1       |
| 1986  | 0       | 0       | 4       |
| 1987  | 2       | 0       | 0       |
| 1988  | 0       | 1       | 0       |
| 1989  | 1       | 1       | 1       |
| 1992  | 0       | 0       | 1       |
| 2000  | 2       | 2       | 0       |
| 2001  | 0       | 0       | 1       |
| Total | 5       | 4       | 10      |